# Michael L. Fink
Michael „Mike“ L. Fink ist ein Spezialeffektkünstler, der 2008 für Der Goldene Kompass den Oscar in der Kategorie Beste visuelle Effekte erhielt.

## Leben
Er studierte bis 1966 Betriebswirtschaft an der California State University, Northridge, bevor er bis 1968 bei der US-Armee diente. Danach arbeitete er in San Francisco als Investmentmanager. Von 1971 bis 1973 machte er einen Bachelor of Arts am Art Institute of San Francisco und von 1973 bis 1975 einen Master of Fine Arts am California Institute of the Arts. 1977 arbeitete er erstmal bei Das China-Syndrom für die Filmindustrie. Es folgten Star Trek: Der Film, Blade Runner und WarGames – Kriegsspiele, für den er erstmals als VFX Supervisor tätig war. In den folgenden Jahren war er an Filmen wie Buckaroo Banzai – Die 8. Dimension, Ein Vogel auf dem Drahtseil und Batmans Rückkehr, für den er für den Oscar in der Kategorie Beste visuelle Effekte nominiert wurde, beteiligt.
1993 führte er beim ersten Polarbär-Werbespot für Coca-Cola Regie. Im Jahr 1995 baute er für die Warner Brothers Studios die Warner Digital Studios auf. Es folgten Filme wie Mars Attacks!, Road to Perdition und Der goldene Kompass, für den er zusammen mit Bill Westenhofer, Ben Morris und Trevor Woodbei seiner zweiten Oscarnominierung den Oscar in der Kategorie Beste visuelle Effekte erhielt. Derzeit arbeitet er bei der Prime Focus, Ltd. Er ist Mitgründer der Visual Effects Society, lebt in Los Angeles, ist verheiratet und hat einen Sohn.

## Filmografie
- 1979: Das China-Syndrom (The China Syndrome)
- 1979: Star Trek: Der Film (Star Trek: The Motion Picture)
- 1982: Blade Runner
- 1983: WarGames – Kriegsspiele (WarGames)
- 1984: Buckaroo Banzai – Die 8. Dimension (The Adventures of Buckaroo Banzai Across the 8th Dimension)
- 1985: D.A.R.Y.L. – Der Außergewöhnliche (D.A.R.Y.L.)
- 1985: My Science Project
- 1987: Project X
- 1988: Das siebte Zeichen (The Seventh Sign)
- 1988: Der Blob (The Blob)
- 1989: Tango und Cash (Tango & Cash)
- 1990: Ein Vogel auf dem Drahtseil (Bird on a Wire)
- 1990: Jagd auf Roter Oktober (The Hunt for Red October)
- 1990: RoboCop 2
- 1991: Harley Davidson & The Marlboro Man (Harley Davidson and the Marlboro Man)
- 1992: Batmans Rückkehr (Batman Returns)
- 1994: Juniors freier Tag (Baby’s Day Out)
- 1995: Braveheart
- 1996: Eraser
- 1996: Mars Attacks!
- 1997: Contact
- 1998: Lethal Weapon 4
- 2000: X-Men (2000) (Leitung Visuelle Effekte)
- 2001: 13 Geister (Thir13en Ghosts)
- 2001: Vanilla Sky
- 2002: Moonlight Mile
- 2002: Road to Perdition
- 2002: The Mothman Prophecies
- 2002: Clockstoppers (Leitung Visuelle Effekte)
- 2003: X-Men 2 (X2)
- 2005: Constantine
- 2007: Der goldene Kompass (The Golden Compass)
- 2008: Tropic Thunder
- 2009: Avatar – Aufbruch nach Pandora (Avatar)
- 2010: Tron: Legacy
- 2011: Sucker Punch
- 2011: The Tree of Life
- 2012: Lil Tokyo Reporter